# Susana Chiarotti
Susana Chiarotti (Santa Fe, 1946) es una abogada y activista de derechos humanos argentina. 
Estudió en la Universidad de Rosario.
Es vocal del Comité de América Latina y El Caribe para la Defensa de los Derechos de la Mujer y reporta al Comité de los Derechos de la mujer de la OEA.